# Charles H. Page

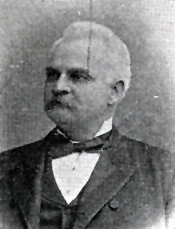
Charles H. Page

Charles Harrison Page (* 19. Juli 1843 in Glocester, Rhode Island; † 21. Juli 1912 in Providence, Rhode Island) war ein US-amerikanischer Politiker. Im Jahr 1887 sowie zwischen 1891 und 1895 vertrat er den zweiten Wahlbezirk des Bundesstaates Rhode Island im US-Repräsentantenhaus.

## Werdegang
Charles Page besuchte die öffentlichen Schulen seiner Heimat. Während des Bürgerkrieges war er bis Juli 1863 Infanterist in einer Freiwilligentruppe aus Rhode Island. Nach seiner Militärzeit setzte Page seine Ausbildung an der Illinois State Normal School in Bloomington und am Southern Illinois College in Carbondale fort. Im Jahr 1869 kehrte Page nach Rhode Island zurück, wo er zwischen 1869 und 1870 in Scituate als Lehrer arbeitete. Nach einem Jurastudium an der University of Albany in Albany (New York) begann er zunächst in Scituate und später in Providence in seinem neuen Beruf zu praktizieren.
Page war Mitglied der Demokratischen Partei. Zwischen 1872 und 1873 saß er als Abgeordneter im Repräsentantenhaus von Rhode Island, von 1874 bis 1890 gehörte er mehrfach mit Unterbrechungen dem Staatssenat an. Im Jahr 1876 bewarb er sich erfolglos um einen Sitz im US-Repräsentantenhaus und 1879 kandidierte er ebenso erfolglos als Attorney General von Rhode Island. 1880, 1884 und 1888 war er Delegierter zu den jeweiligen Democratic National Conventions. Bei den Kongresswahlen des Jahres 1886 unterlag er dem Republikaner William A. Pirce. Page legte aber gegen den Ausgang der Wahl Widerspruch ein, dem schließlich stattgegeben wurde. Dadurch kam es zu einer Nachwahl, die Page gewann. Damit konnte er zwischen dem 21. Februar und dem 3. März 1887 die letzten zwei Wochen der angebrochenen Legislaturperiode im Kongress verbringen.
Da er bei den regulären Kongresswahlen des Jahres 1886 nicht bestätigt worden war, musste er dann sein Mandat an Warren O. Arnold abtreten. 1890 wurde Page erneut in das US-Repräsentantenhaus gewählt. Nach einer Wiederwahl, die wegen des sehr knappen Ergebnisses wiederholt werde musste, konnte er zwischen dem 4. März 1891 und dem 3. März 1895 im Kongress verbleiben. Dort war er Vorsitzender des Committee on Manufactures. Im Jahr 1894 verzichtete Page auf eine erneute Kandidatur. Er zog sich aus der Politik zurück und arbeitete wieder als Rechtsanwalt.